# Акрамов, Икбол Инамжонович
Икболжон Инамжо́нович Акрамов (узб. Iqboljon Inomdjonovich Akramov; 10 октября 1983, Фергана) — узбекский футболист, выступающий на позиции полузащитника. Участник финального турнира Кубка Азии в составе сборной Узбекистана.

## Биография

### Клубная карьера
На взрослом уровне начал выступать в 18-летнем возрасте в составе ферганского «Нефтчи». Всего за этот клуб в течение следующих 12-ти сезонов сыграл около 200 матчей в чемпионатах Узбекистана, неоднократно становился серебряным и бронзовым призёром. Принимал участие в матчах Азиатской Лиги чемпионов и Кубка АФК.
После ухода из «Нефтчи» играл за «Алмалык» и «Андижан». С 2016 года не выступает на профессиональном уровне.

### Карьера в сборной
В 2007 году вызывался в национальную сборную Узбекистана тренером Рауфом Инилеевым. Дебютный матч футболист сыграл 23 марта 2007 года против сборной Тайваня. Всего в составе сборной сыграл три матча.
В июле 2007 года принимал участие в финальном турнире Кубка Азии, но во всех матчах оставался в запасе.